# اوتا کازویوشی
اوتا کازویوشی (به ژاپنی: 太田 一吉 おおた かずよし)، تولد نامشخص- مرگ ۱۶۱۷ (میلادی)، یک فرمانده نظامی و دایمیو در دوره آزوچی-مومویاما در اوسوکی، اوئیتا و ارباب قلعه بانگو اوسوکی بود. اگرچه چندین نام مستعار نیز دارد، اما در منبع «کانسی جوشو شوکه‌فو» نام او مونه‌تاکه است. نام رایج او کوگنگو، هیدا نو کامی بود، اما سرش را تراشید و خود را سوزِن نامید.
در آوریل ۱۶۰۰، کشتی هلندی لیفده، حامل ویلیام آدامز (دریانورد) و دیگران، در جزیره کوروشیما (شهر اوسوکی، استان اوئیتا) در خلیج اوسوکی در داخل این قلمرو به ساحل نشست، خدمه این کشتی که قادر به پیاده شدن از کشتی نبودند، سرانجام با قایق کوچکی که توسط اوتا کازویوشی، ارباب قلمرو اوسوکی فرستاده شده بود، پا به خاک ژاپن گذاشتند. او این موضوع را به قاضی ناگاساکی گزارش داد و کشتی را به اوساکا فرستاد. در این زمان، آدامز یک مجسمه چوبی اراسموس (یک دارایی فرهنگی مهم تعیین شده ملی) را به او هدیه کرد.